# Wada (Klan, Kusunoki)

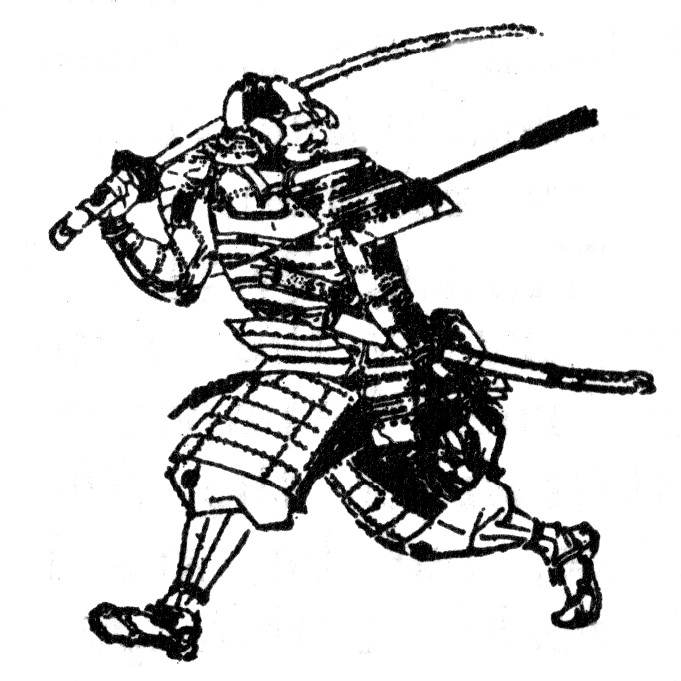
Wada Masatomo

Die Wada (japanisch 和田氏) waren eine alte Familie des japanischen Schwertadels (Buke) aus der Provinz Izumi. Die Wada leiteten sich von den Kusonoki ab.

## Genealogie
- Masauji (正氏) war der jüngere Bruder von Kusunoki Masashige (楠 正成; 1294–1336). Er kämpfte mit ihm für den Südhof, fiel in der Schlacht am Minatogawa.
- Sukehide oder Kenshin (賢秀), Sohn von Masauji, begleitete Kusonoki Masatsura (楠 正行; 1326–1348), seinen Vetter.
- Masatomo (正朝), ein Bruder Sukehides, zeichnete sich in den Kämpfen gegen Kō Moronao (高 師直, gest. 1351) und Moroyasu (高 師泰, gest. 1351) aus.
- Masatake (正武) unterstützte Kaiser Go-Murakami und kämpfte gegen Shogun Ashikaga Yoshiakira und Sasaki Hideaki, den er besiegen und töten konnte. Als Kusunoki Masanori (楠 正義; gestorben 1390)  sich 1369 der nördlichen Dynastie anschloss, kämpfte er gegen ihn in Treue zur Südlichen Dynastie.
- Masatada (正忠) wurde, zusammen mit Kusunoki Masanori und Hosokawa Akiuji, Machthaber von Kyōto und setzte Go-Murakami wieder ein. Aber kurze Zeit darauf kehrte Ashikaga Yoshiakira zurück mit einer großen Truppe, die er in der Provinz Ōmi ausgehoben hatte, und stellte ihn am Otokoyama (男山), 20 km südlich von Kyōto. Masatada kam in der Schlacht um, er ist nur 17 Jahre alt geworden.